# Aydın
Aydın (Aydýn, dawniej Tralles) – miasto w południowo-zachodniej Turcji; 188 337 mieszkańców (2010). Jest ośrodkiem administracyjnym wilajetu Aydın. Leży w dolinie rzeki Menderes.
Aydın jest ośrodkiem handlowo-przemysłowym rolniczego regionu, w którym uprawia się tytoń, zboża i bawełnę. Rozwija się tu przemysł spożywczy (głównie tytoniowy) i włókienniczy. Miasto jest węzłem drogowym, posiada port lotniczy. W pobliżu odbywa się eksploatacja rud żelaza i węgla brunatnego.
W samym mieście znajdują się zabytkowe meczety z XVI w., wieże obronne (ruiny bizantyjskiej twierdzy) i szkoła teologiczna. Nieopodal miasta leżą ruiny starożytnego miasta Tralles. Tu urodził się Pytodoros z Tralles zięć Marka Antoniusza, Flegon z Tralles grecki historyk (II w. n.e.), Antemiusz z Tralles (V/VI w. n.e.) grecki inżynier, architekt, fizyk i matematyk oraz Aleksander z Tralles bizantyjski lekarz (VI w. n. e.).